# Biskupi Popokabaka
Biskupi Popokabaka – biskupi diecezjalni i biskup pomocniczy diecezji Popokabaka.

## Biskupi

### Biskupi diecezjalni
| Lata urzędowania | Biskup | Biskup                        | Uwagi |
| ---------------- | ------ | ----------------------------- | ----- |
| 1961–1979        |        | Pierre Bouckaert SJ           |       |
| 1979–1993        |        | André Mayamba                 |       |
| 1996–2020        |        | Louis Nzala                   |       |
| od 2020          |        | Bernard Marie Fansaka Biniama |       |

### Biskup pomocniczy
| Lata urzędowania | Biskup | Biskup        | Uwagi                                              |
| ---------------- | ------ | ------------- | -------------------------------------------------- |
| 1978–1979        |        | André Mayamba | koadiutor, następnie biskup diecezjalny Popokabaka |